# Francisco de Paula Leite Pinto
Francisco de Paula Leite Pinto GOC • GCC • GCSE • GCIH • ComIP • GCIP (Lisboa, 16 de Outubro de 1902 – 29 de Maio de 2000) foi um professor universitário, ilustre engenheiro, escritor e político português no período do Estado Novo.
Na sua actividade política destacam-se o cargo de Ministro da Educação Nacional (1955-1961) e de deputado à Assembleia Nacional (1938-1942). Continuou na docência fora de Portugal depois do 25 de Abril, em França e no Brasil.

## Família
Irmão mais velho de Luís Filipe Leite Pinto.

## Formação académica
Com elevadas classificações obteve os seguintes diplomas universitários: Licenciatura em Matemática e curso de Engenharia Geográfica pela Faculdade de Ciências da Universidade de Lisboa, curso da Escola Normal Superior de Lisboa, prosseguiu os seus estudos em Paris e obteve ainda o diploma superior de Astronomia pela Faculdade de Ciências da Universidade de Paris, «Ingénieur des Ponts et Chaussées» pela Escola de Paris ou École Nationale des Ponts et Chaussées, onde se diplomou em Engenharia Civil, e Doutor em Astrofísica pela Faculdade de Ciências da Universidade de Paris.

## Actividade académica
Iniciando a carreira no ensino como professor do ensino liceal, Leite Pinto enveredou pela carreira académica universitária, onde foi professor catedrático do Instituto Superior de Ciências Económicas e Financeiras (1940-1973) da Universidade Técnica de Lisboa, instituição onde desempenhou o cargo de reitor (1963-1966), e na Escola do Exército.
Foi leitor de português na Sorbonne (1931-1933), tendo ainda lecionado na Escola do Exército e no Instituto Superior Técnico.
Membro de várias sociedades científicas nacionais e estrangeiras, foi um dos fundadores da Sociedade Portuguesa de Matemática.

## Actividade na administração pública e na política
Secretário do Instituto de Alta Cultura (1936-1939), Leite Pinto é deputado da Assembleia Nacional na II legislatura (1938-1942) e procurador da Câmara Corporativa nas VI, VIII, IX e X legislaturas.
Secretário-Geral da Junta de Educação Nacional entre 1934 e 1939, foi igualmente dirigente da Mocidade Portuguesa entre 1937 e 1945.
Entre 7 de Julho de 1955 e 4 de Maio de 1961 foi Ministro da Educação Nacional, sucedendo a Fernando Andrade Pires de Lima.
Entre 1943 e 1948 foi Administrador-delegado da Companhia de Caminhos de Ferro da Beira Alta, onde desenvolveu uma acção extremamente valiosa, activamente humanitária e de repercussão política -, de negociações, acolhimento e recepção dos milhares de fugitivos da segunda guerra mundial em colaboração com Professor Moisés Bensabat Amzalak, Reitor, Líder da Comunidade Israelita de Lisboa e Reitor da Universidade Técnica de Lisboa. A linha de caminho de ferro da Beira-Alta foi, segundo Leite Pinto, a “Estrada do Céu” para milhares de entes que, desolados haviam atravessado uma Espanha desolada. Em 1950 era Administrador da Companhia dos Caminhos de Ferro Portugueses, foi Vogal do Conselho Superior de Transportes Terrestres e Vogal da Junta das Missões Coloniais.
Presidente da Comissão de Estudos de Energia Nuclear, criada no Instituto para a Alta Cultura (1949), do qual foi Diretor, presidiu à Junta de Energia Nuclear (1961-1967).
Foi Vogal do Conselho da Ordem da Instrução Pública e Chanceler das Ordens Honoríficas do Mérito Civil (1961-1974).
Entre 1967 e 1971 presidiu à Junta Nacional de Investigação Científica e Tecnológica que contribuiu para fundar e organizar.
Entre 1967 e 1969 foi Administrador da Fundação Calouste Gulbenkian e presidente do Instituto Gulbenkian de Ciência
Foi autor de muitas publicações de carácter científico e didáctico.

## Trabalhos Publicados
- Leite Pinto, Francisco de Paula (1933). L'Astronomie nautique au Portugal, à l'époque des grandes découvertes (em francês). [S.l.]: impr. de H. Tessier. ASIN B0017YRG0U
- «As Comunicações na Política de Fomento (1952)
- «A Educação no Espaço Português» - Revista da Universidade Técnica de Lisboa, Ano 7 n.13 : p. 51-75 (Julho 1963)
- «Da Instrução Pública à Educação Nacional» Lisboa : Edições Panorama, (1966)

## Condecorações[7][2]
- Comendador da Ordem da Instrução Pública de Portugal (2 de Março de 1939)
- Grande-Oficial da Ordem Militar de Nosso Senhor Jesus Cristo de Portugal (30 de Outubro de 1946)
- Grã-Cruz da Ordem Militar de Nosso Senhor Jesus Cristo de Portugal (31 de Dezembro de 1958)
- Grã-Cruz da Ordem da Instrução Pública de Portugal (5 de Julho de 1960)
- Grã-Cruz da Ordem do Infante D. Henrique de Portugal (3 de Janeiro de 1961)
- Grã-Cruz da Antiga, Nobilíssima e Esclarecida Ordem Militar de Sant'Iago da Espada, do Mérito Científico, Literário e Artístico de Portugal (16 de Março de 1967)
- Ilustríssimo Senhor Comendador de Número da Real Ordem de Isabel a Católica de Espanha (? de ? de 19??)
- Comendador da Ordem da Coroa de Itália de Itália (? de ? de 19??)
- Oficial da Ordem Nacional da Legião de Honra de França (? de ? de 19??)
- etc

## Doutoramentos honoris causa
- Doutor honoris causa pela Universidade do Estado da Guanabara
- Doutor honoris causa pela Universidade de São Paulo
- Doutor honoris causa pela Universidade Federal do Rio de Janeiro